# 521 Brixia
Brixia (asteroide 521) é um asteroide da cintura principal com um diâmetro de 115,65 quilómetros, a 1,9703512 UA. Possui uma excentricidade de 0,2813483 e um período orbital de 1 658,17 dias (4,54 anos).
Brixia tem uma velocidade orbital média de 17,98788702 km/s e uma inclinação de 10,59138º.
Este asteroide foi descoberto em 10 de Janeiro de 1904 por Raymond Dugan.